# La Bande à Basile
La Bande à Basile est un groupe de musique français, formé à la fin des années 1970. Le groupe est connu pour ses singles tels que La Chenille.

## Histoire
La Bande à Basile est formée à la fin des années 1970 à l'instigation de Claude-Michel Schönberg, Alain Boublil et Raymond Jeannot. Ils apparaissent la première fois à la télévision en 1977, avec le titre Les Chansons françaises, dans l'émission Les Rendez-vous du dimanche animée par Michel Drucker. Leurs costumes s'inspirent principalement de la Commedia dell'arte. Le groupe est également connu pour avoir lancé la carrière de chanteuses devenues ensuite des vedettes de la variété française, comme Julie Pietri ou Sloane.
Le groupe est connu pour ses singles tels que La Chenille. À la fin des années 1980, la chanson On va faire la java avec André Verchuren devient un grand succès. Le single atteint le top 5 des singles en juillet 1989. Dans une interview confiée à Charts in France, Sloane explique avoir composé la chanson Danse autour de la Terre de Mini-Star en 1984 qu'elle a d'abord proposée à La Bande à Basile, « avec une chorégraphie selon laquelle on retirait nos vêtements sur chaque danse évoquée dans le titre, afin de se retrouver à la fin, chacun dans un style de l'époque évoquée. Mais les membres ont refusé le morceau... »
En 2010, la Bande à Basile revient et fait partie de la tournée Âge tendre, la tournée des idoles (saison 4, puis 5), aux côtés notamment de Michèle Torr, Sheila, Hervé Vilard, Georgette Lemaire, et Alain Turban. Cette même année, le groupe compte un total de 2 millions de singles vendus. Le samedi 23 juin 2018, le groupe apparaît à l'hippodrome de Lisieux.

## Membres
La composition du groupe varie au cours des années.
- Basile : Gérard Curci, Raymond Jeannot
- Arlequin : Colin d'Autin
- Arlequine : Christine Minier
- Colombine : Céline Blondel, Françoise Pourcel, Sloane[réf. nécessaire]
- La Gitane : Alix Jeannot, Julie Pietri
- Le Marin : Patrick Arnaud
- Framboise : Françoise Ney(†)
- Le Poète : Michel Quereuil
- Petit Pois : Aline Still
- Le Berger : Patrick Jaymes ( membre fondateur)
- Le Marin : Christian Pewzner ( membre fondateur)

## Discographie

### Singles
- 1976 : Les Chansons françaises
- 1977 : La Chenille / Chantez français, dansez français
- 1977 : Le Dindon / Des cow-boys et des indiens
- 1978 : Le Petit Train du magicien / French cancan
- 1978 : Le Jardin de grand-mère / Le Cirque Basile
- 1978 : Vive les vacances
- 1979 : Radio Basile / Toto
- 1979 : Le Bateau rétro / Le Marchand de sable
- 1980 : La Danse du balai / La Danse du tapis
- 1981 : Cécile et Rebecca (l'aventure) / Papa ô Papa
- 1981 : C'est chouette le sifflet des copains / Rock à l'école
- 1982 : Le Piano couleur
- 1983 : Touche-moi oh oh
- 1989 : On va faire la java (avec André Verchuren)
- 1989 : Les Bigoudens
- 1989 : Quand est-ce qu’on passe la deuxième couche ?
- 1990 : Mégamix
- 1991 : La France se marre ! / Monsieur le conte a tué le veau
- 1993 : Chaud chaud !
- 1994 : Hé ho
- 1995 : Qu'est-ce qui m'attend à la rentrée